# モロ

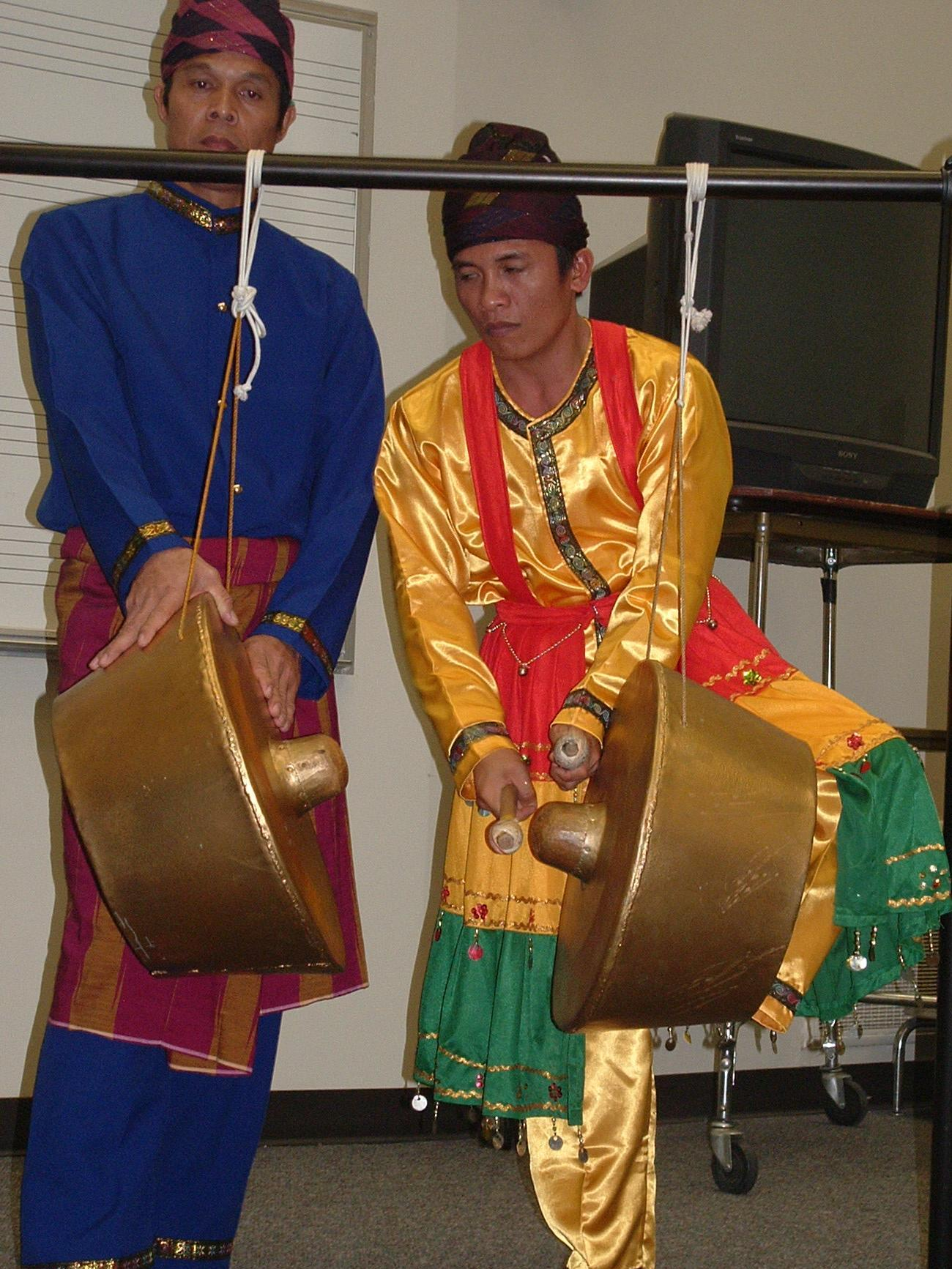
伝統的な打楽器を演奏するモロ族の男性。

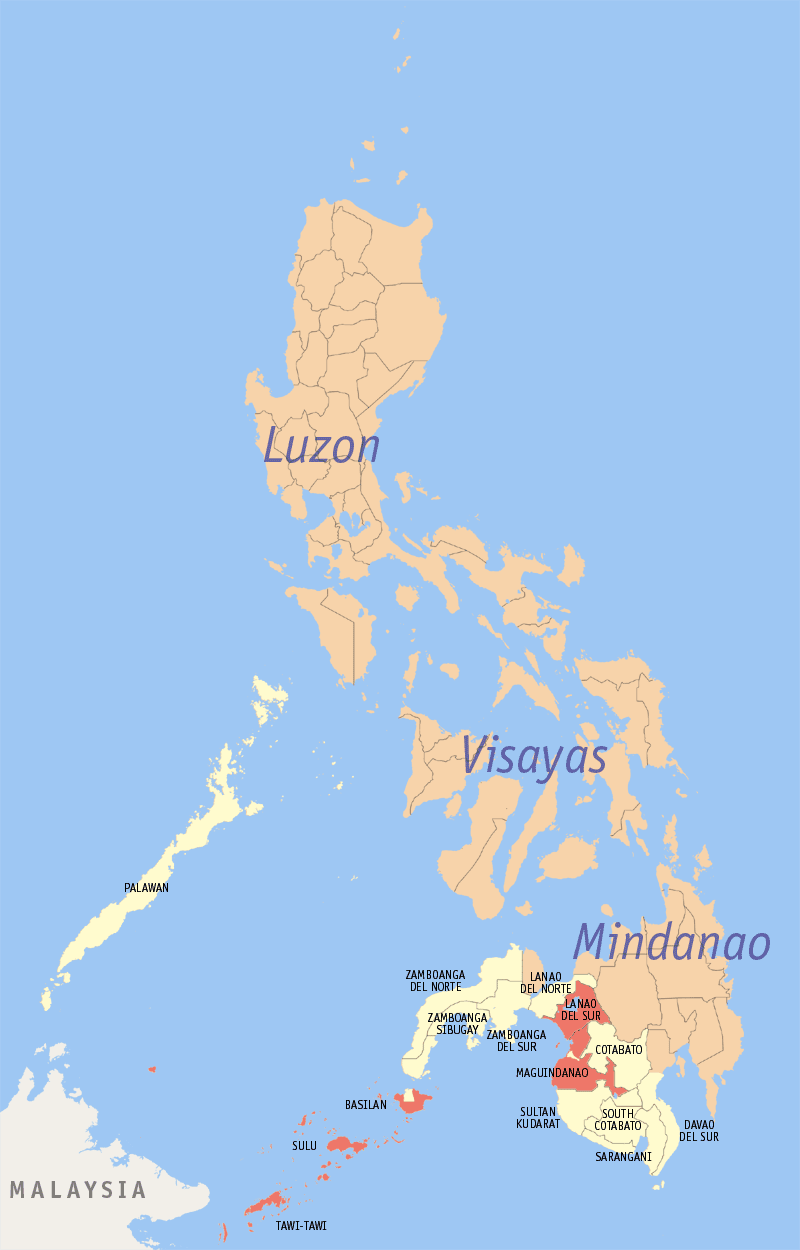
モロ人の分布。赤が現在の分布、薄黄色が歴史的支配地

モロ（英: Moro）とはフィリピンのスールー諸島・パラワン島・ミンダナオ島（マギンダナオ州等）などの島に分布するムスリムの総称で、現在およそ250万人いるといわれている。

## 歴史
フィリピンに到達し、初めて彼らと接触したスペイン人により一括してモロ人（「ムーア人」の意。レコンキスタ当時のスペイン人によるアラブ人やムスリムの総称）と呼ばれるようになった。
スペイン人来航時にはフィリピン全域を支配していたが、300年に及ぶモロ戦争で衰微してしまった。
米比戦争、モロの反乱。
- en:Peace process with the Bangsamoro in the Philippines
- バンサモロ暫定自治政府[1]
- en:North Borneo dispute
- en:Bangsamoro declaration of independence
- en:Zamboanga City crisis

## 産業
生業も集団により交易・漁業・農業と違いがある。

## 民族
実際には言語・文化を異にする複数の集団から成る。
- マギンダナオ族
- バジャウ族（英語版）
- サマール人（英語版）
- ヤカン人（英語版）
- タウスグ人（英語版）
- マラナオ人（英語版）
- バンサモロ

## 言語
- モロ語（英語版）
- マギンダナオ語
- en:Sama–Bajaw languages
  - en:Bajaw language
  - en:Sama language (Samal language)
- en:Yakan language
- タウスグ語

## 関連組織
- モロ民族解放戦線
- モロ・イスラム解放戦線
- アブ・サヤフ
- フィリピンのイスラム教